# 亀田興毅
亀田 興毅（かめだ こうき、1986年（昭和61年）11月17日 - ）は、日本の元プロボクサー。大阪府大阪市西成区天下茶屋出身。亀田プロモーション代表取締役社長。元WBA世界ライトフライ級王者。元WBC世界フライ級王者。元WBA世界バンタム級王者。世界3階級制覇王者。
長男で、亀田大毅・亀田和毅は実弟、亀田姫月は実妹、亀田史郎は実父、亀田京之介は従兄弟である。既婚。5児の父。

## 来歴

### プロデビューまで
幼少時代は人見知りで、よくいじめに遭っており、父・史郎の勧めで4歳頃から空手を始める。
14歳の時に井岡弘樹とエキシビションマッチを行った。

### プロ時代
2003年12月21日、プロデビュー戦でデンナロン・シスソバと対戦し、KO勝ち。
2005年4月28日、グリーンツダジムから東京の協栄ジムへ移籍した。3,000万円の移籍金が発生したと報道された。

#### ライトフライ級王座獲得、ランダエタ戦での判定問題
2006年8月2日、横浜アリーナで元WBA世界ミニマム級暫定王者のファン・ランダエタとの、WBA世界ライトフライ級王座決定戦を行い、12回2-1の判定勝ちを収めて王座を獲得。日本人ではファイティング原田、井岡弘樹に続いて10代で世界を手にしたことになるが、試合内容はメディアから、かなり苦言を呈されており、初回終了間際ダウンを喫し、終始苦戦した亀田が勝利したことに「ランダエタが勝っていた」と批判され、社会問題に発展した（詳細はランダエタの項と下の項目を参照）。

#### セコンドでの不適切指示で厳重戒告処分
2007年10月11日の、WBC世界フライ級王者内藤大助と弟・大毅の世界戦では、大毅のセコンドにつき、不適切な指示をしたとして日本ボクシングコミッション（JBC）より厳重戒告処分を受けた。また、10月25日に予定されていた自身の試合も「対戦相手が決まらなかった」との理由で中止となった。なお、行われる予定であった試合については、10月26日の記者会見で以下のことが明らかになった。中止になった理由については、処分待ちの時点でリングに上がれないと亀田側が一方的に判断していただけであった。対戦相手は決まっており、相手も試合に向けて調整を行っていたが、試合のキャンセルの連絡を入れていないなど主催者側にも不手際があった。10月26日には金平会長が2度目の謝罪会見を行ったが、興毅は遅れる形で登場し亀田一家を代表し一連の反則行為について謝罪した。しかし、記者からの反則を指示したのかどうかについて聞かれると「言い訳はしない。反省している」と述べ、反則をしたかしてないかについては肯定も否定もしなかった。この会見で興毅が代表して謝罪して記者から厳しい質問が飛び交いながらも真摯に対応した興毅にはその姿勢を評価したり同情的な声が上がった。一方で史郎に対しては一家の大黒柱でありながら「出席しないことでボクシングには関わらない」と発言して会見に出席せず、興毅を一家の代表として謝罪させたことに批判の声が上がった。

#### 亀田ジム設立、2階級制覇達成
2008年8月12日、亀田プロモーションのチーフマネジャーである五十嵐紀行が会長を務め、ワタナベボクシングジムの渡辺均会長が推薦人となって申請されていた「亀田ジム」設立が、東日本ボクシング協会の定例理事会で承認された。
2009年9月16日、亀田プロモーションが、興毅、大毅が所属していた協栄ボクシングに、両選手が受け取るはずだった3試合分のファイトマネーなどの未払いがあるとして、計約1億円の支払いなどを求める民事提訴を東京地裁に起こしていたことが分かった。（2012年3月に協栄ジム金平桂一郎会長が係争中だった亀田ジムと和解したことを明かしている）
2010年3月27日、有明コロシアムでWBC世界フライ級暫定王者ポンサクレック・ウォンジョンカムと対戦し、0-2（112-116、112-115、114-114）の判定負けで団体内王座統一に失敗し、僅か4ヵ月で王座から陥落した。これによりプロ初黒星となりデビュー戦からの連勝も22で止まった。さらに試合後に父・史郎が控え室でWBCやJBCの役員に対して暴言を吐き、メディアに対して「安河内剛（JBC事務局長）のクビをとる」などと不適切な発言をしたことから、亀田ジムの無期限活動自粛と興毅、大毅、和毅の3人の東日本ボクシング協会の協会預かり選手になることが決定した。無期限停止中となっていた父・史郎のセコンドライセンスを剥奪し、ライセンスの再申請を認めないことや、五十嵐紀行のクラブオーナーライセンス及びプロモーターライセンスの無期限停止処分も決定した、WBCからは史郎に90日間活動停止処分が出され、亀田陣営が申請していた興毅とポンサクレックの再戦も却下された。
2010年5月24日、吉井慎次が亀田ジム会長となり、亀田ジムの再スタートが決定、興毅、大毅、和毅の3人も亀田ジム所属選手として再スタートとなった。
2010年11月1日付で史郎に代わり亀田プロモーションの代表取締役社長に就任した。

#### 日本人初の3階級制覇達成
2010年12月26日、アンセルモ・モレノのスーパー王座認定に伴い、元WBA世界スーパーフライ級王者アレクサンデル・ムニョスとWBA世界バンタム級レギュラー王座決定戦を行い、3-0（116-109、115-111、117-109）の判定勝ちを収め王座獲得に成功した。日本人選手としては初となる世界王座3階級制覇を達成した。さらに、長谷川穂積以来となる飛び級による複数階級制覇も同時に達成している。2月7日に弟・大毅がWBA世界フライ級王座を獲得したことで「日本人初の兄弟王者」となっていたが、この王座獲得で「日本人初の同時兄弟王者」も果たした。
2011年5月7日、大阪府立体育会館で、WBA14位のダニエル・ディアスと対戦し、8回にダウンを奪っての11回終了TKO勝ちを収めて、世界戦初のKO勝利とともに初防衛に成功した。
2011年8月31日、日本武道館で、WBA8位のデビッド・デラモラと対戦し、3回にダウンを奪い12回判定（3-0）勝ちで2度目の防衛に成功した。
2011年12月7日、大阪府立体育会館で、WBA12位のマリオ・マシアスと対戦し、3回に左ストレートでダウンを奪い、4回に左ボディでマシアスが跪いたところでレフェリーストップ。4回2分4秒KO勝ちで3度目の防衛に成功した。
2012年1月27日、暫定王者ウーゴ・ルイスとの指名試合に関する話し合いが決裂。指名期限を越えている為、WBAから「年内に指名試合をするように」と通知を受けた。
2012年2月19日、中学生時代からの同級生との結婚を発表し、3月3日に婚姻届を提出した。
2012年4月4日、横浜アリーナでWBA世界バンタム級12位のノルディ・マナカネと対戦し、12回判定（3-0）勝ちを収めて4度目の防衛に成功した。しかし、場内に判定が告げられた際にはその試合内容にブーイングも飛んだ。
2012年5月16日、ハワイ・オアフ島のセント・カタリナ・シーサイド・チャペルで結婚式を行った。父・史郎に「ここまで育ててくれたオヤジには感謝しています。これからは新しい家族のためにも、ボクシングにより一層励んでいきたいと思います」と、言葉を詰まらせながらも感謝の意を手紙で述べた。
2012年6月8日、2012年5月度のランキングで 、WBAは亀田が提出していた診断書を基に検討の結果、亀田への休養王座認定を決定した。11月9日、WBAの2012年10月度のランキングでレギュラー王者に復帰した。
2012年9月3日、長男誕生。
2012年12月4日、大阪府立体育会館で、WBA世界バンタム級暫定王者で同級1位にランクされているウーゴ・ルイスとの団体内王座統一戦を行った。ルイスの強打を警戒し序盤から中盤まで距離を取っていたが、試合終盤には的確にパンチをまとめるなどの攻撃も見せて2-1（116-113、113-117、115-113）の判定勝ちを収め団体内王座統一と5度目の防衛に成功した。
2013年4月7日、当初はWBA8位のヨンフレス・パレホ（ベネズエラ）と6度目の防衛戦を行う予定だったが、WBAから「パレホ側にビジネス上のトラブルがあった」との理由で対戦相手の変更指令を受け、WBA6位のファン・カルロス・パヤノ（ドミニカ共和国）に対戦相手が変更になった。しかし、パヤノの保持するパスポートに不備が見つかり、またしても対戦相手の変更を余儀なくされ、WBA11位のパノムルンレック・ガイヤーンハーダオジム（タイ）が対戦相手にようやく決定した。試合は大阪府立体育会館で行われ、パノムルンレックを2-1（115-113、115-114、113-116）の判定勝ちで下し6度目の防衛に成功した。
2013年7月23日、東京ビッグサイトで、WBA3位のジョン・マーク・アポリナリオ（フィリピン）と対戦し、10回と12回にダウンを奪い3-0（117-109、118-108、119-107）の判定勝ちで7度目の防衛に成功した。
2013年8月30日、予定よりも早く次男誕生。
2013年11月19日、韓国・済州島の済州グランドホテルコンベンションホールにて元PABAスーパーフライ級王者でWBA14位の孫正五（韓国）と対戦し、2-1の判定勝ちで8度目の防衛に成功した。

#### 王座返上
2013年12月6日、スーパーフライ級転向のため、WBA世界バンタム級レギュラー王座を返上した。このため予定されていたスーパー王者アンセルモ・モレノと行われる予定だった団体内王座統一戦の入札は中止となった。

#### 亀田ジム資格停止
2013年12月25日、JBCが都内でランキング会を開き、日本スーパーフライ級4位にランクインした。
2014年2月7日、2013年に行われた大毅とロドリゴ・ゲレロとの間で行われたIBF世界スーパーフライ級王座決定戦の試合前記者会見後、ゲレロ陣営が日本製のグローブではなくカナダ製のグローブの使用を決めたことに不満を持った。WBO世界バンタム級王者の和毅と亀田ジム関係者2人が、JBC職員が会見室から退室するのを妨害し、報道関係者を会場外に出し、JBC職員3人を残して全ての扉を閉め、興毅から「おかしいじゃないか」と脅され、外に出ようとしたところ和毅から首などを数回小突かれるといった暴行・恫喝によって精神的苦痛を受けたなどとして、興毅・和毅・亀田ジム関係者2人の計4人を相手取り、JBC職員3人のうちの1人の男性が1,000万円の損害賠償を求める訴訟を東京地裁に同月6日付で提訴したことを記者会見を開き明らかにした。原告側は「すごいプレッシャーを感じ、怖かったが、正義を貫くために訴訟に踏み切った」と話していたが、亀田ジム側は虚偽の事実として名誉棄損で逆提訴を行い、2015年9月30日、東京地裁はJBC職員の主張は虚偽と認定して訴えを退け、亀田ジム側の勝訴が確定している）。試合で使用するグローブは亀田大毅、ロドリゴ・ゲレロの双方が「それぞれが選べる」という契約内容だったとのこと。
同日、JBCは記者会見を開き、吉井慎次会長の持つクラブオーナーライセンスと、嶋聡マネージャーのマネージャーライセンスの更新を認めない旨を発表した。吉井と嶋は2013年12月31日にライセンスの更新を行っておらず、ライセンス失効中であった。JBCの慣例では遅れての更新も認められるが、吉井のクラブオーナーライセンスの更新が認められず、嶋のマネージャーライセンスの更新も認められない為、事実上の資格剥奪処分となった。
この処分で亀田ジムは活動停止となり、興行を開催できないだけでなく、選手のライセンスはジムを通してしか申請出来ない為、亀田興毅、大毅、和毅が保持するボクサーライセンスも実質的に失効となり、事実上の追放処分となった。亀田ジム所属選手が国内で試合をするためには、新たに会長、マネージャーを置くか、他ジムへの移籍などの措置が必要になるが、兄弟がジム移籍を申請した場合、JBCは書類のみでは許可せず、本人らを厳格に審査して可否を判断するとした。
2014年4月21日、東日本ボクシング協会は理事会を開き、2013年12月3日のWBA・IBF世界スーパーフライ級王座統一戦に敗れながらも亀田大毅がIBF王座を保持し混乱を招いた件（負けても王座保持問題）で、吉井会長がクラブオーナーライセンスを持つジムの会長としては名義貸しの状態で、ジム運営に携わっていない点や、ジム所属選手の海外での試合を報告せず安全管理を怠った点などの理由で、吉井会長を全会一致で除名処分とした。亀田三兄弟が国内で試合をすることも可能にする為の一時的な措置として亀田三兄弟を「協会預かり」にすることに関して、東日本ボクシング協会の大橋秀行会長は「無い」と断言した。同月25日、JBCは資格審査委員会並びに倫理委員会を開き、上述の吉井慎次会長の持つクラブオーナーライセンスと嶋聡マネージャーのマネージャーライセンスの更新を認めず事実上の資格剥奪処分となった件に関し、処分取り消しを求めた亀田ジム側が提出した証拠に再審議が必要と判断するものが無かった為、亀田ジム側の再審議請求を退けた。
2014年6月26日、JBCはランキング委員会を開き、興毅は大毅と共に半年以上試合間隔が空いており、「試合予定も立っていない選手はランキングの削除対象となる」という内規に基づき、日本スーパーフライ級ランキングから除外した。

#### 国内ジム移籍先から国外へ
2014年7月4日、亀田興毅はJBCに、亀田ジムからUNITED BOXING GYMへの移籍を申請した。
2014年7月11日、JBCは資格審査委員会を開き、UNITED BOXING GYMへの移籍の可否を保留とした上で、UNITED BOXING GYMの三好渥義会長と亀田興毅から移籍の経緯などに関してヒアリングを行うことを決めた。
2014年7月26日、水面下で進められていた角海老宝石ジムへの電撃移籍が消滅した。角海老宝石ジムから興毅に
1. 角海老宝石ジムで練習すること。
2. マッチメークは角海老宝石ジムの指示に従うこと。
3. 角海老宝石ジム所属選手が後楽園ホールで試合をする時には応援に駆けつけること。

といった条件を付けた上での移籍容認派と移籍反対派のせめぎ合いが2ヵ月に及び、最終的に移籍反対派が押し切る形になったとのこと。
2014年8月5日、UNITED BOXING GYMはJBCに提出していたUNITED BOXING GYMへの移籍申請を取り下げる方針を固めた。
2014年8月15日、JBCは亀田興毅とUNITED BOXING GYMへのヒアリングを同月22日以降に行う事を決定し、移籍の経緯や選手のマネジメントなどを聴取した後、資格審査委員会を開き、亀田興毅のUNITED BOXING GYMへの移籍の可否を判断するとのこと。
2014年8月18日、JBCの秋山弘志理事長はUNITED BOXING GYM移籍問題について「ヒアリングをして、資格審査委員会のご意見を伺って決めますが、長引かせない。天変地異のない限り今月中に最終結論を出します」と話した。
2014年8月21日、WBOは最新ランキングを発表し、WBO世界スーパーフライ級ランキングから除外された。
2014年8月22日、JBCは亀田興毅とUNITED BOXING GYMの三好会長へのヒアリングを行い、移籍の経緯などについて聴取した。UNITED BOXING GYMへの移籍の可否は同月25日に資格審査委員会を開いて判断するとのこと。
2014年8月25日、JBCは資格審査委員会を開き、JBCルール11条3項の「特別の事情」に当たるとして、22日のヒアリング内容も踏まえて審議し、満場一致でUNITED BOXING GYMが申請していたボクサーライセンスの更新を認めないという判断を下した。三好会長が78歳の高齢で、UNITED BOXING GYMに殆ど姿を見せないなど「三好会長が亀田選手とスムーズな連携をとってトレーナーも含めしっかりとコントロールし、明確な責任を持てるかどうかについてをヒアリングや調査などを元に総合的に審査したが、それについての憂慮と懸念がある」ことが「特別な事情」と判断された為で、この結果、UNITED BOXING GYMへの移籍申請が事実上却下された。
これにより亀田興毅が国内で試合が出来ない状況が続くことになったが、JBCの秋山弘志理事長は「移籍は寝耳に水。常識的に（亀田サイドから）根回しがあるはず」と不満を口にし、亀田側の対応についても「何となくの不信感はある」と述べるなど、両者の溝は深く大きな隔たりを感じさせた。この決定を受け亀田興毅は自身のブログで「応援してもらってる人達の前で試合がしたかったなぁ…　ごめんなぁ…。ファンのみんなにはほんまに申し訳ない気持ちでいっぱいです」とファンへの謝罪や、「一ボクサーとして、今の現状は辛い…　辛いって言うかこのような状況に寂しい気持ちがある。今はこれ以上言葉がないけど、近く、ちゃんとした形で自分から発信するつもりです」と心情を吐露するも、「『選手に罪はない、選手は守られるべき』と言われたけど、今回の却下理由は、JBCルールに『ライセンスの更新は特別な理由がない限り更新は認める』というルールがあるらしく、今回はそのルールに当てはまるらしい。『特別な理由があるから更新は認めれない』という事なら、その理由を教えてもらいたいけど、それは答えられないと…」とJBCへの不満も記載した。
2014年8月27日、JBCは亀田興毅のUNITED BOXING GYMへの移籍申請が事実上却下となった理由を、UNITED BOXING GYMの加藤竜太マネージャーに詳細に説明し、加藤竜太マネージャーは亀田興毅にJBCからの説明内容を報告した。

#### 国外移籍後
2014年8月30日、海外活動視野に合宿地のフィリピンのセブ島に向け出発した。
2014年9月5日、WBAはWBA世界スーパーフライ級王者の河野公平との指名試合の入札を同月17日の午前11時にパナマのWBA本部で行うと通達を出した。
2014年9月8日、亀田のボクサーライセンスが失効中のため、日本のリングに立てないことなど日本国内の特別な事情を汲み、選択試合を認めるようWBAに要望したが、WBAから反応はなく、17日に入札を開くとの連絡がワタナベジムに入った為、ワタナベジムの渡辺均会長は「これまでも事情を説明してきたが、WBAに対してもう一度抗議する」として、JBCを通じて文書で抗議する方針を示した。最低落札額は8万ドル（約840万円）で、WBA規定により75%が河野に、残りの25%が亀田に配分される同月17日に行われる予定の指名試合の入札を回避する方向でWBAに働きかける考えを示した。
翌9日、JBCは「今回の入札に関しては、いかなるプロモーションが落札するにせよ、ライセンスを持たないボクサーの試合をJBCは管轄しない」とし、日本開催を認めないことや、JBCがWBAの暫定王座制度などに異議を申し立ててきた事実を挙げた上で「今回の指名挑戦者の選定に関しても、当財団は大いなる疑念を持ち、そのことはWBA本部にも伝えてきた。当財団としては、今後のWBAの世界王座や世界タイトルマッチに対する取扱いを再考する時期に来ているのかもしれないと感じることもある」と強い文言でWBAへの憤りを表すなど、指名試合の入札についての見解を発表した。
2014年9月18日、指名試合の入札を回避することで合意し、WBA本部で予定されていた指名試合の入札は中止となった。
2014年11月1日、シカゴのクレジット・ユニオン・1・アリーナにて亀田和毅vsアレハンドロ・エルナンデスの前座でオマール・サラドと116ポンド契約10回戦を行い、4回2分21秒KO勝ちを収め、約一年ぶりの復帰戦を勝利で飾った。
2014年12月9日、WBAからバンタム級王座を8度防衛したことを称えられ、スーパーチャンピオンベルトを贈呈された。
2015年3月5日、WBAは河野公平と亀田興毅で指名試合の対戦交渉を行うよう指令を出した。30日以内に対戦交渉が合意に至らない場合は入札になるとした。

#### 引退
2015年10月16日、シカゴのクレジット・ユニオン・1・アリーナにてアンドルー・フォンファラvsネイサン・クレバリーの前座で、WBA世界スーパーフライ級王者の河野公平と対戦し、2回に亀田のローブローを食らった河野がレフェリーから僅かながら休憩を与えられ、試合再開後に河野の右ストレートで亀田がダウンし、3回に亀田が2度にわたるローブローによる反則で2点減点されるなど技術・ポイント共に終始劣勢を強いられ、0-3（109-115、111-113、108-116）の判定負けを喫し4階級制覇に失敗した。試合はテレビ局のSpikeによって全米に中継され平均視聴者数は31万5千人だった。
試合後、亀田は現役引退を表明した。
2015年10月22日に第3子となる三男が誕生したことが11月14日に分かった。
2017年1月20日、JBCよりトレーナーライセンスの交付を受け、協栄ジム所属のトレーナーとして、弟の和毅を中心に、女子プロボクサーの高野人母美らの指導を担当した。
2017年5月7日、AbemaTV『亀田興毅に勝ったら1000万円』で、一般挑戦者を相手に3分3ラウンド、ヘッドギアと14オンスグローブ着用のエキシビション4連戦を戦う。AbemaTV史上最多（当時）となる1420万アクセスを集めた。

#### 現役復帰と再引退
2018年1月3日、インターネットテレビ局「AbemaTV新春ボクシング祭り!亀田一家人生を賭けた3大勝負」の番組の中で「やり残したことがある。やらなければならない試合がある。」と現役復帰を宣言した。同年3月にJBCに対しプロボクサーライセンスの再交付申請を行い、4月5日に再交付が認められた。しかし、対戦相手のポンサクレックに対するボクサーライセンスをJBCが認めず、亀田側は公式戦でなおかつ8オンスグローブ、8ラウンドでの試合を希望したが、結局5月5日に公式戦ではないヘッドギア無し、グローブは10オンス、バンタム級契約の6ラウンドの公開スパーリング扱いで試合が行われ、2回12秒TKOで亀田が勝利。ただ亀田は試合後の引退10カウントゴング中にゴングを止め、「最後にどうしてもローマン・ゴンサレスと拳を交えたい」として引退を撤回、現役続行の意向を示した。
しかしローマン・ゴンサレスとの対戦は実現せず、同年11月10日にブログで「私、亀田興毅は現役を退き、プロボクサーを引退することにしました」と改めて2度目の引退を表明した。

### 引退後
2019年6月、AbemaTVの特別企画『1000万円シリーズスペシャルマッチ　那須川天心vs亀田興毅』でキックボクシングの那須川天心と、3分3回58.5kg契約、12オンスグローブ、ヘッドギア着用で、那須川をKOすれば1000万円獲得できるというルールのボクシングのエキビションで対決した。視聴者による試合前の予想は那須川46％、亀田54％と亀田有利の予想となっていたが、亀田は1回から那須川に圧倒され防戦一方となり、3回には互いにヘッドギアを外して闘ったが、最後まで那須川をKOすることが出来ず1000万円獲得を逃した。
2021年3月、大阪市西成区にボクシングジム「3150ファイトクラブ」を開設し、会長に就任した。その後2022年5月にジムの名称を「KWORLD3」に変更。
2021年12月16日、自身がプロモーターを務めるボクシング興行イベント「3150FIGHT」の第1回大会「3150FIGHT vol.1」をメルパルクホール大阪で開催した。
2022年6月15日、3150FIGHTはこれまでプロモーターライセンスを持つ他ジムとの共催という形だったが、亀田自身がJBCのプロモーターライセンスを取得し、今後は亀田プロモーションとして単独開催していくことになった。
2022年9月、KWORLD3の会長職を弟・大毅に譲り、自身はより公平な立場から「ファウンダー」として3150FIGHTのプロモーター業に専念することを発表した。

## 3150FIGHT
ジム移籍問題に発展するケースもあるため、他ジムから3150FIGHTと契約した選手のKWORLD3への移籍は基本的には認めていない。
3150FIGHT専属選手
- 但馬ミツロ（KWORLD3→亀田）[167]

3150FIGHT専属プロモート選手
- 奈良井翼（RK蒲田） - 第1号選手[168]
- 福永宇宙（黒潮）[167]
- ホセ・マヌエル・ガルシア・バスケス[169]
- 中川麦茶（一力→ミツキ）[167]
- 政所椋（KWORLD3）[167]

過去の3150FIGHT専属プロモート選手
- 力石政法（緑） - 2024年6月解除[170]

## 戦績
- アマチュアボクシング：16戦 15勝 1敗
- プロボクシング：35戦 33勝 (18KO) 2敗

| 戦           | 日付           | 勝敗 | 時間     | 内容     | 対戦相手                                 | 国籍           | 備考                                        |
| ------------ | -------------- | ---- | -------- | -------- | ---------------------------------------- | -------------- | ------------------------------------------- |
| 1            | 2003年12月21日 | ☆    | 1R 0:44  | KO       | デンナロン・シスソバ                     | タイ           | プロデビュー戦                              |
| 2            | 2004年3月13日  | ☆    | 1R 1:12  | KO       | プラカルン・ツインズジム                 | タイ           |                                             |
| 3            | 2004年5月22日  | ☆    | 1R 1:48  | TKO      | サミン・ツインジム                       | タイ           |                                             |
| 4            | 2004年9月27日  | ☆    | 10R      | 判定3-0  | ダオチャイ・KTジム                       | タイ           |                                             |
| 5            | 2004年12月13日 | ☆    | 2R 0:59  | KO       | ノパデッチレック・チュワタナ             | タイ           |                                             |
| 6            | 2005年2月21日  | ☆    | 1R 2:10  | KO       | ヨードゲン・シンワンチャー               | タイ           |                                             |
| 7            | 2005年6月20日  | ☆    | 1R 2:59  | KO       | サマン・ソー・チャトロン                 | タイ           |                                             |
| 8            | 2005年8月21日  | ☆    | 3R 0:50  | TKO      | ワンミーチョーク・シンワンチャー         | タイ           | OPBF東洋太平洋フライ級タイトルマッチ        |
| 9            | 2005年11月26日 | ☆    | 7R 終了  | TKO      | ノエル・アランブレット                   | ベネズエラ     |                                             |
| 10           | 2006年3月8日   | ☆    | 6R 2:20  | KO       | カルロス・ボウチャン                     | メキシコ       |                                             |
| 11           | 2006年5月5日   | ☆    | 2R 1:28  | TKO      | カルロス・ファハルド                     | ニカラグア     |                                             |
| 12           | 2006年8月2日   | ☆    | 12R      | 判定2-1  | ファン・ランダエタ                       | ベネズエラ     | WBA世界ライトフライ級王座決定戦             |
| 13           | 2006年12月20日 | ☆    | 12R      | 判定3-0  | ファン・ランダエタ                       | ベネズエラ     | WBA防衛1                                    |
| 14           | 2007年3月24日  | ☆    | 10R      | 判定3-0  | エベラルド・モラレス                     | メキシコ       |                                             |
| 15           | 2007年5月23日  | ☆    | 8R 2:23  | TKO      | イルファン・オガー                       | インドネシア   |                                             |
| 16           | 2007年7月28日  | ☆    | 10R      | 判定3-0  | セサール・ロペス                         | アメリカ合衆国 |                                             |
| 17           | 2008年3月22日  | ☆    | 10R      | 判定3-0  | レクソン・フローレス                     | フィリピン     |                                             |
| 18           | 2008年7月12日  | ☆    | 2R 1:54  | KO       | マリノ・モンティエル                     | メキシコ       |                                             |
| 19           | 2008年8月30日  | ☆    | 12R      | 判定3-0  | サルバドール・モンテス                   | メキシコ       | WBAインターコンチネンタルフライ級王座決定戦 |
| 20           | 2009年3月4日   | ☆    | 2R 2:09  | KO       | ドローレス・ビダル                       | メキシコ       |                                             |
| 21           | 2009年9月5日   | ☆    | 5R 2:29  | KO       | ウンベルト・プール                       | メキシコ       |                                             |
| 22           | 2009年11月29日 | ☆    | 12R      | 判定3-0  | 内藤大助 （宮田）                        | 日本           | WBC世界フライ級タイトルマッチ               |
| 23           | 2010年3月27日  | ★    | 12R      | 判定0-2  | ポンサクレック・ウォンジョンカム         | タイ           | WBC世界フライ級王座統一戦 WBC王座陥落       |
| 24           | 2010年7月25日  | ☆    | 4R 0:49  | KO       | セシリオ・サントス                       | メキシコ       |                                             |
| 25           | 2010年12月26日 | ☆    | 12R      | 判定3-0  | アレクサンデル・ムニョス                 | ベネズエラ     | WBA世界バンタム級王座決定戦                 |
| 26           | 2011年5月7日   | ☆    | 11R 終了 | TKO      | ダニエル・ディアス                       | ニカラグア     | WBA防衛1                                    |
| 27           | 2011年8月31日  | ☆    | 12R      | 判定3-0  | デビッド・デラモラ                       | メキシコ       | WBA防衛2                                    |
| 28           | 2011年12月7日  | ☆    | 4R 2:04  | TKO      | マリオ・マシアス                         | メキシコ       | WBA防衛3                                    |
| 29           | 2012年4月4日   | ☆    | 12R      | 判定 3-0 | ノルディ・マナカネ                       | インドネシア   | WBA防衛4                                    |
| 30           | 2012年12月4日  | ☆    | 12R      | 判定2-1  | ウーゴ・ルイス                           | メキシコ       | WBA世界バンタム級王座統一戦 WBA防衛5        |
| 31           | 2013年4月7日   | ☆    | 12R      | 判定2-1  | パノムルンレック・ガイヤーンハーダオジム | タイ           | WBA防衛6                                    |
| 32           | 2013年7月23日  | ☆    | 12R      | 判定3-0  | ジョン・マーク・アポリナリオ             | フィリピン     | WBA防衛7                                    |
| 33           | 2013年11月19日 | ☆    | 12R      | 判定2-1  | 孫正五                                   | 韓国           | WBA防衛8                                    |
| 34           | 2014年11月1日  | ☆    | 4R 2:21  | KO       | オマール・サラド                         | メキシコ       |                                             |
| 35           | 2015年10月16日 | ★    | 12R      | 判定0-3  | 河野公平 （ワタナベ）                    | 日本           | WBA世界スーパーフライ級タイトルマッチ       |
| テンプレート |                |      |          |          |                                          |                |                                             |

### エキシビション
| 戦           | 日付          | 勝敗 | 時間    | 内容     | 対戦相手                         | 国籍 | 備考                       |
| ------------ | ------------- | ---- | ------- | -------- | -------------------------------- | ---- | -------------------------- |
| 1            | 2017年5月7日  | ☆    | 1R      | KO       | 神風永遠                         | 日本 | 亀田興毅に勝ったら1000万円 |
| 2            | 2017年5月7日  | ☆    | 3R      | TKO      | ジョーブログ                     | 日本 | 亀田興毅に勝ったら1000万円 |
| 3            | 2017年5月7日  | ☆    | 2R      | TKO      | 松本諒太                         | 日本 | 亀田興毅に勝ったら1000万円 |
| 4            | 2017年5月7日  | △    | 3R      | 判定なし | ユウタ                           | 日本 | 亀田興毅に勝ったら1000万円 |
| 5            | 2018年5月5日  | ☆    | 2R 0:12 | TKO      | ポンサクレック・ウォンジョンカム | タイ | バンタム級契約             |
| 6            | 2019年6月23日 | △    | 3R      | 判定なし | 那須川天心                       | 日本 | 58.5kg契約                 |
| テンプレート |               |      |         |          |                                  |      |                            |

## 獲得タイトル

### アマチュアボクシング
- 第23回全日本実業団ボクシング選手権大会 フライ級 優勝（日本アマチュアボクシング連盟、2002年）
- 第54回全日本社会人ボクシング選手権大会 フライ級 ベスト4（日本アマチュアボクシング連盟、2002年）
- 第24回全日本実業団ボクシング選手権大会 フライ級 優勝（日本アマチュアボクシング連盟、2003年）
- 第55回全日本社会人ボクシング選手権大会 フライ級 優勝（日本アマチュアボクシング連盟、2003年）

### プロボクシング
- OPBF東洋太平洋フライ級王座（防衛0=返上）
- WBAインターコンチネンタルフライ級王座（防衛0）
- WBA世界ライトフライ級王座（防衛1=返上）
- WBC世界フライ級王座（防衛0）
- WBA世界バンタム級レギュラー王座（防衛8=返上）

### 受賞歴
- プロ・アマチュア年間表彰
  - 2005年度プロ部門 KO賞・新鋭賞
  - 2006年度プロ部門 敢闘賞
  - 2009年度プロ部門 殊勲賞[171]
  - 2010年度プロ部門 敢闘賞[172]
  - 2011年度プロ部門 努力賞

## 人物
- 試合では打ち合いなどのインファイトを行うことは少なく、粘り強くガードを固めて堅く守った上でカウンターを狙ったり、対戦相手が怯んだらスピーディな速攻で一気に畳み掛けたり、堅守速攻的な戦い方が多いが[173]「俺は打たれ弱いから打ち合わない」と自分の弱点を許容する発言をしており[174]、律儀で礼儀正しく粘り強さを持つ一方、打たれ弱く繊細な性格であるとされている。神経質で潔癖な面があり、他人の来宅時には靴下の臭いを気にしたり、ゴミや食べ物のカスを落とすことを極端に嫌ったり、口臭を人一倍気にしたりしている。2005年3月27日放送の『亀田三兄弟物語～夢の始まり～』（TBS）では、ヨードゲン・シンワンチャー戦直前の合宿時にて、サーシャ・バクティンとのスパーリングで悔しさによる涙を見せ、父 史郎が、弟とは性格が異なり、繊細で性格が難しく、涙もろいと語った（弟に空手で負けた時に泣いたり、2001年の井岡弘樹との非公式戦直前にはプレッシャーで不調になったり、前述の2007年の謝罪会見などでも涙を見せている）。
- 現役時代は非常に厳格で質素な私生活を送っており、対戦相手の研究や、データによる理論、分析、考察など緻密な合理手法を徹底し、酒やタバコは一切口にしなかった[174]。試合前1ヶ月間は禁欲を行なっていた[175]。その一方で、過度な減量は行う必要がなく、きちんと十分な食事や間食を摂っていた。また、亀田家は元々、トレーニング機器などを使用しないオリジナルの練習法や、根性論を重視していたが、自身はきちんとした練習器具を取り入れた科学的トレーニングも行なったり、理詰めの科学論を重視している[176][177]。
- 『はじめの一歩』（作：森川ジョージ）のファンであり、好きなキャラクターは鷹村守[178][179][180]。
- 好物は納豆とされており[181][182]、テレビ番組による納豆ダイエット捏造問題に関し2007年1月24日の公開練習後に「納豆がかわいそう」と発言し、愛好会の設立を宣言した。
- スイーツが大好きで、特にミスタードーナツのポン・デ・リングが好物[183]。内藤との試合後の会見で、今後について聞かれた際「甘いスイーツでもいっぱい食べるかな」と発言したことから[184]、2009年11月30日放送の『みのもんたの朝ズバッ!』ではメロンパン、『ひるおび!』ではポン・デ・リングがそれぞれ用意され、生出演した際食べた。さらに自身のプロデュースによるロールケーキ「kameda roll」が2010年2月6日より大阪・北堀江のカフェで販売された[185]。
- 2006年7月25日、世界初挑戦のランダエタ戦を目前に、大手コンビニチェーンのローソンが応援企画として、亀田の夏祭りシリーズ『チャンピオン・獲っタルぞ！弁当』、『メンチ切ってカツサンド』、『浪速乃闘拳サラダ』、『亀田の夏闘拳そば』など、亀田興毅の好物に因んだネーミングで弁当を販売。当初の予定によると、全国の各店舗で3週間限定の販売であった。しかしランダエタ戦後、疑惑の判定を巡って亀田グッズを企画・販売した企業側にも批判が及んだ[186]。
- 現役引退後に、左眼がほとんど見えてない状態で、車の運転などができないことを明らかにした。現役時代の外傷が原因で、2階級制覇達成前の2008年あたりから同名半盲、滑車神経麻痺などの視野異常が生じており、試合前に視力検査は実施されるが、視野検査が行われていないこともあり、リングに上がることができたが、特に左側の空間が認識しにくい半側空間無視という極めて危険な症状を抱えた中での現役生活だったことが明らかになった[187]。
- 2012年に入籍することを発表[188]。

## パフォーマンス
- 対戦相手に敬語を使用しないなどの態度については賛否両論があった[189]。亀田本人は「敬語は尊敬できる対戦相手だけに使えば良い」と主張していたが、テレビ出演時に共演の芸能人や関係者には敬語を使用しており、2006年8月2日のタイトルマッチの翌日の読売新聞に「個別の取材ではとても丁寧な言葉づかいで好感が持てた。もうこんなキャラを演じるのは止めたらどうか」という内容の記事が掲載されるなど、これらは「テレビ用のパフォーマンスである」とする声もあった。上記の行動等によりヒール扱いされることが増えたが、ボクシング中継としては未だに高い視聴率を誇っていた。
- カルロス・ファハルドが同席した世界前哨戦の記者会見において、減量に苦しんでいたとされるファハルドの目前で骨付きチキンを食べ、清涼飲料水を一気飲みするパフォーマンスを行った[190]。また、同戦の前日計量においては、ファハルドの写真を貼ったフライパンを素手で折り曲げた。
- WBA世界ライトフライ級王座決定戦となったランダエタ戦の前日計量においては、ハンバーガーを食べながらキューピー人形（ファン・ランダエタのあだ名『ベイビー』にちなんだもの）を渡したが、ランダエタはジョークと受け取り笑って対応した。ランダエタは返礼として、試合前の計量の時に紙おむつとおしゃぶりを手渡そうとしたが、興毅はそれを見るなり受け取ることなく床に叩きつけた。その後、史郎がランダエタに興毅との握手を催促するが、ランダエタは拒否。それに対して史郎はランダエタに対し強く恫喝した[191]。
- 2007年10月26日での弟・大毅の反則負けによる謝罪会見において、記者からこれまでの一連の挑発行為やパフォーマンスについて聞かれた興毅は「相手にプレッシャーを与えるつもりでやったが、今思うとやり過ぎた部分もあった。反省している」とコメントしている。
- 2008年7月30日に行われたWBC世界フライ級タイトルマッチ（内藤大助 vs. 清水智信）の試合後にリングに上がり、防衛に成功した内藤に試合を申し込んだ。このことについて、試合を主催していたTBSに苦情が寄せられた。また、興毅が所属していた協栄ジムの金平桂一郎会長も批判的な意見を著書で記している。

## メディアの反応・評価
2000年前後から「大阪から世界を狙うボクシング一家」として、TBSが亀田親子に密着取材を続けており、特集を組んだ番組も何本か放映されていた。その後興毅がプロボクサーとしてデビューし、協栄ジムに移籍、それに伴って上京をしてからメディアに取り扱われるようになった。
こうした中で起こった“亀田ブーム”に関し、亀田三兄弟の実力には業界内外で賛否の声が上げられている。また、かつてWBA世界ジュニアフライ級王座を13回防衛した具志堅用高は、毎日新聞のインタビュー記事で「金をかければ、そんなに簡単に世界挑戦できるのか」と厳しく批判していた。

## ファン・ランダエタとの対戦

### 初対戦
カルロス・ファハルドをフライ級の試合で下した後、階級を1つ下のライトフライ級に落とし、WBA世界ライトフライ級2位にランキングされた。2006年8月2日、ロベルト・バスケスの王座返上に伴って行われたWBAライトフライ級王座決定戦にて、元WBA世界ミニマム級暫定王者でWBAライトフライ級1位（ただし、ランダエタは、世界戦の前にライトフライ級で試合をしていない。）のランダエタと対戦し、2-1で判定勝利し、WBA世界ライトフライ級王座を獲得した。
試合前に興毅が「（勝ったら）ベルトはおやじに渡したい」と発言していたことを受けて、WBAは本来のチャンピオンベルト以外に父・史郎に対するベルトを事前に用意し、試合後にそれを贈呈した。しかし、結果的にWBAがあらかじめそれを用意していたことが、八百長疑惑に油を注ぐ形となってしまった。インタビューでは泣きながら「ありがとうございます」と敬語で発言した。

#### 判定結果に対するメディア・関係者からの反応
（※ボクシングの採点方法に関しては、ボクシング#採点方法も参照）
この試合について毎日新聞、読売新聞などのメディアは、最終ラウンドで一人のジャッジだけが興毅の方を高く採点していたこと（この試合の採点については  を参照。）等に言及し、試合の判定結果について疑問を呈する記事を掲載した。ボクシング・マガジン2006年9月号では、表紙に大きな文字で「判定に疑義沸騰」と記され、試合レポートでも記者が「明確な差をもってランダエタが勝利していた」と述べた。試合を放映したTBSに視聴者から5万件を超える抗議電話の他、JBCにも多くの抗議が電話・メール等で寄せられた。
ボクシング関係者の反応は様々であり、元ボクシング世界王者の渡嘉敷勝男や井岡弘樹が、判定結果への批判はせず興毅の健闘を称えた一方で、ガッツ石松、薬師寺保栄、平仲明信らは、5 - 7点差でランダエタ優勢となった独自の採点結果をもとに、判定結果を批判し、今後のボクシング界に与える悪影響を懸念する旨の発言をした。また、元日本スーパーライト級王者で後に世界挑戦をする佐々木基樹は、自身のブログで、いかなる判定が下ろうと、興毅は悪くないと述べている。浜田剛史は「このままでは世界では通用しない」と指摘した。ファイティング原田や具志堅用高のように、試合に対して明言を避けた者も多い。
ボクシング関係者以外でも賛否は分かれ、朝青龍・星野仙一・橋下徹・清原和博・上村愛子らからは擁護意見、やくみつる・立川談志・野末陳平・安部譲二・やしきたかじん・二宮清純らからは批判的な意見が寄せられた。二宮は「8月2日はボクシングが死んだ日」と話す一方で、判定についての抗議が多数発生したことに関して「日本人はフェアプレーを愛する」と評価した。ボクシングファンの安部譲二は亀田批判ではなく「TBSに、僕の愛したプロボクシングは滅ぼされました」とブログに記載している。談志は自身のテレビ番組「談志・陳平の言いたい放だい」で試合を批判し、過去に協栄ジムが起こした「毒入りオレンジ事件」なども引き合いに出して、協栄ジムも批判した。また、上村愛子は自身のブログで試合内容を賞賛したため、彼女のブログは炎上した。
在ベネズエラ日本大使館には、ランダエタに宛てて2500通以上の応援の手紙やメールが寄せられた。また在日ベネズエラ大使館には「こんな試合で日本人として申し訳ない」「国として抗議したらどうだろうか」という、ランダエタを激励する電話が100件単位で寄せられており、ベネズエラ大使館側も「こんなことは前例が無い」と話している。
協栄ジムの公式サイト掲示板は、判定に対する批判的な書き込みが集中的に行われたために閉鎖された。

### 再戦
WBAはこの試合の後に発表した2006年8月期の世界ランキングにおいて、ランダエタの世界ランキングを1位に据え置いた。
WBAの規定では、王座決定戦で戴冠した新王者の初防衛戦は、ランキング1位の者と行う指名試合とするよう定められており、2006年8月31日に協栄ジムは、10月18日に有明コロシアムで初防衛戦を行い、ランダエタと再戦すると発表した。
しかし10月2日、興毅が9月29日のスパーリング中に目にけがをしたとして再戦を延期することが協栄ジムから発表された。その後、再戦は12月20日に行われることになった。この会見の場に興毅本人は姿を現さず、治療に当たったとされる医師の診断書がジム側から提示されるにとどまったこと等に言及し、一部からはけがの信憑性について疑問の声が挙がった。
10月7日付のデイリースポーツ紙上にて「初公開!これが興毅抜糸写真だ」として、抜糸直後とされる興毅の顔写真が発表された。また10月10日にも本人が記者の前で負傷箇所を公開している。2006年12月20日、興毅はファン・ランダエタと対戦、この試合ではヒットアンドアウェイ戦法でポイントを稼ぎ、判定勝ちを収めた。
その後、亀田側が協栄ジム・金平桂一郎会長の承諾を得ずにタイトルを返上したため、協栄ジムは、試合で得られる利益を得られなかった。

## 著書
- 亀田興毅　『エグいほど強いで!!』　竹書房、2006年3月 ISBN 978-4812426418
- 亀田興毅　『亀田興毅、宣戦布告』　晋遊舎、2009年11月17日 ISBN 978-4863910331

## メディア出演

### テレビ
- 田舎に泊まろう!（テレビ東京、2010年1月31日）
- 関口宏の東京フレンドパークII（TBS、2010年2月4日）※3兄弟で出演
- クイズ!ヘキサゴンII（フジテレビ、2010年3月3日、2011年7月27日）
- AKBINGO!（日本テレビ、2010年6月2日 - 16日）
- run for money 逃走中（フジテレビ、2010年8月28日）
- JOYのASOBU-TV JOYnt! （群馬テレビ、2017年9月7日）
- しくじり先生 俺みたいになるな!!（テレビ朝日、2017年9月24日）
- 相席食堂（ABCテレビ、2018年10月21日）

### インターネット動画配信
- 亀田興毅に勝ったら1000万円（2017年5月7日、AbemaTV）[198]
- 逆指名インタビュー（2017年10月30日、AbemaTV・AbemaNewsチャンネル）[199] 聞き手

### ラジオ
- 爆笑問題の日曜サンデー（TBSラジオ、2009年12月6日）
- アリス イン ワンダーランド公開記念 亀田兄弟のオールナイトニッポン（ニッポン放送、2010年4月2日）

### 映画
- ボックス!（2010年）

### CM
- 明治製菓 - XYLISH SHOW!（世界タイトル獲得後、特設サイトから動画が削除された）
- アメーバピグ （2011年3月28日 - ）
- マースジャパン「スニッカーズ」（2015年）[200]

### イベント
- DMM.R18アダルトアワード2017（豊洲PIT、2017年4月23日）シークレットゲストでありプレゼンター[201]。